# Epidendrum costanense
Epidendrum costanense är en orkidéart som beskrevs av Eric Hágsater och Germán Carnevali. Epidendrum costanense ingår i släktet Epidendrum och familjen orkidéer. Inga underarter finns listade i Catalogue of Life.